# Naturschutzgebiet Feuchtwald Landenbeck
Das Naturschutzgebiet Feuchtwald Landenbeck mit einer Größe von 1 ha liegt südlich von Landenbeck im Gemeindegebiet von Eslohe. Das Gebiet wurde 2008 mit dem Landschaftsplan Eslohe durch den Hochsauerlandkreis als Naturschutzgebiet (NSG) ausgewiesen.

## Gebietsbeschreibung
Das Gebiet umfasst einen Laubwald auf einem feuchten Standort an dem nordexponierten Hang des Wiesenberges. Darin befinden sich Sickerquellen und ein Quellbach. Im angrenzenden Wald, der zum Naturschutzgebiet gehört, befinden sich teilweise sehr alte Rotbuchen und Eichen. Südlich geht der Eichenwald in einen Erlen-Eschenbestand über, der zahlreiche Quellhorizonte aufweist, aus denen ein anschließender Quellbach gespeist wird.
Der Landschaftsplan führt zum Wert des NSG aus: „Von besonderem ästhetischen Reiz ist ein größeres Vorkommen des seltenen Märzenbechers. Die Erlen weisen z.T. eine mehrstämmige Wuchsform auf, was auf eine frühere Niederwaldnutzung der Bestände hinweist. Das NSG ist von herausragender Bedeutung für den Erhalt der Lebensgemeinschaften von Quellen, Quellbächen und sicker-feuchten Erlenwälder. Darüber hinaus ist das Vorkommen des Märzenbechers unbedingt schützenswert.“

## Tier- und Pflanzenarten im NSG
In Quelle und Quellbach kommt Dunkers Quellschnecke vor.
Im NSG kommen seltene Pflanzenarten vor. Auswahl vom Landesamt für Natur, Umwelt und Verbraucherschutz Nordrhein-Westfalen dokumentierter Pflanzenarten im Gebiet: Bitteres Schaumkraut, Dreinervige Nabelmiere, Echte Nelkenwurz, Echter Baldrian, Echtes Mädesüß, Echtes Springkraut, Einbeere, Frauenfarn, Gewöhnliche Goldnessel, Gewöhnlicher Dornfarn, Gundermann, Hain-Gilbweiderich, Kletten-Labkraut, Knoblauchsrauke, Kriechender Günsel, Kriechender Hahnenfuß, Märzenbecher, Ruprechtskraut, Sumpf-Labkraut, Sumpf-Pippau, Sumpf-Vergissmeinnicht und Wald-Ziest.

## Schutzzweck
Schutzzweck ist der Schutz des Waldbestandes mit seiner großen strukturellen Vielfalt.